# San Pietro di Cadore
San Pietro di Cadore é uma comuna italiana da região do Vêneto, província de Belluno, com cerca de 1.833 habitantes. Estende-se por uma área de 52 km², tendo uma densidade populacional de 35 hab/km². Faz fronteira com San Nicolò di Comelico, Santo Stefano di Cadore.

## Demografia
| Variação demográfica do município entre 1861 e 2011                               |
|                                                                                   |
| Fonte: Istituto Nazionale di Statistica (ISTAT) - Elaboração gráfica da Wikipedia |